# Фишка
Фишка (рум. Fâșca) — село у повіті Біхор в Румунії. Входить до складу комуни Вирчорог.
Село розташоване на відстані 407 км на північний захід від Бухареста, 32 км на схід від Ораді, 99 км на захід від Клуж-Напоки.

## Населення
За даними перепису населення 2002 року у селі проживали 515 осіб, з них 514 осіб (99,8%) румунів. Рідною мовою 514 осіб (99,8%) назвали румунську.